# Вартові галактики 2
«Вартові галактики 2» (англ. Guardians of the Galaxy Vol. 2) — американський супергеройський фільм, знятий Джеймсом Ґанном. Він є продовженням фільму «Вартові галактики» 2014 року. Прем'єра стрічки в Україні відбулась 4 травня 2017 року. Фільм розповідає про пригоди команди «Вартові галактики», яка розгадує таємницю походження Пітера Квілла.

## Назва
Оригінальна назва фільму «Guardians of the Galaxy Vol. 2», що є англійською грою слів відображеною у назві. Річ у тому, що слово «Vol.» в англійській мові означає як і слово «Том» (у значенні частина, продовження), так і є скороченням від слова «Volume» (Гучність), яке своєю чергою натякає на меломанський характер Пітера Квілла. В українському перекладі назви цю англійську гру слів утрачено.

## Послідовність
Фільм є сиквелом фільму «Вартові галактики».

## Сюжет
У 1980 році мати Пітера Квілла знайомиться з космічним прибульцем в подобі людини, який садить на Землі дивну рослину. Дія переноситься на 37 роки вперед. Пітера Квілла, Ґамору, Дрекса, єнота Ракету і малого Ґрута правителька планети Суверен, Аїша, наймає захистити енергетичні батареї від чудовиська. Хоча підготовка до завдання непродумана, Вартові галактики долають істоту. Як винагороду їм віддають сестру Ґамори — Небулу, спійману при спробі викрасти батареї. Правителька Суверену зауважує, що Пітер не знає свого батька. Після відльоту з планети виявляється, що єнот поцупив батареї, тому навздогін вирушає флот безпілотників. Відстрілюючись, Вартові галактики прямують до точки стрибка на іншу планету. На допомогу приходить невідомий, але корабель Вартових падає на планету Бергерт, безнадійно зламаний. Аїша прибуває на планету Контраксія і наймає Йонду Удонта і його команду Варварців, щоб зловити Вартових.
На Бергерт прилітає невідомий рятівник, що представляється як Еґо — батько «Зоряного лицаря» Пітера. Він запрошує Квілла в супроводі Ґамори й Дрекса до себе додому, щоб розповісти про його незвичайний родовід. Однак Ґамора підозрює, що Еґо — самозванець. Зоряний лицар вирішує полетіти, попри загрозу. Вони знайомляться з помічницею Еґо, на ім'я Богомолиця, здатну відчувати справжні почуття й емоції будь-якої істоти. Єнот і Ґрут залишаються лагодити корабель і охороняти Небулу.
Йонду зі спільниками прилітає вночі на Бергерт і потрапляють в пастки єнота. Йонду вдається спіймати його, та Небула переконує Ґрута звільнити її. Коли бандити сваряться, Небула вражає Йонду і єнота електрошоком.
Еґо привозить Пітера, Дрекса й Ґамору на свою планету. Він розповідає, що належить до виду Небожителів і є планетою, а людську форму обрав найкращою для досліджень іншого життя. Пітер гнівається на батька за те, що він покинув матір і його. Та коли він показує статую матері, Зоряний лицар примиряється з Еґо. Той виявляє у Пітера подібні йому здібності та дуже цьому радіє. В цей час бандити Йонду здіймають бунт і страчують всіх його спільників. Новим ватажком стає грубий Рилошквар. Єнот глузує з його імені, що ледве не призводить до бійки. Втручається Небула, вона вимагає дати їй корабель, щоб знайти і вбити ненависну сестру Ґамору, котру її батько Танос завжди виставляв кращою.
Йонду з Ракетою вигадують як втекти з допомогою Ґрута. Той добуває пристрій для керування летючою стрілою Йонду. Також на їхній бік стає Краґлін, досі вірний колишньому ватажку. Йонду вбиває бандитів та з друзями тікає до того, як судно вибухає. Єнот спрямовує рятувальний катер до Еґо. Ґамору тим часом бентежить, що планета Еґо надто ідеальна. До того ж Богомолицю щось лякає, але вона замовчує це. Несподівано Ґамору знаходить Небула, між ними починається бій.
Еґо розповідає про надлюдські можливості Пітера: він безсмертний і може керувати матерією. Ґамора й Небула вирішують припинити безглузду боротьбу, після чого натрапляють на купу скелетів. Батько «Зоряного лицаря» розповідає свою мету: подорожуючи всесвітом, поширити свої паростки на кожній планеті та створити повсюдне досконале життя — його самого. Йому, одному Небожителю, не під силу це здійснити, але із сином-напівнебожителем він зможе виконати план. До того ж Пітер виявився єдиним, хто успадкував гени Небожителя. Ґамора допитує Богомилицю, яка зізнається, що скелети належали іншим дітям Еґо. Пітер згадує про своїх друзів, яких буде змушений покинути. Тоді Еґо показує свою суть — він каже, що це нижче його богоподібного життя і він сам убив матір «Зоряного лицаря» підсадивши їй у мозок пухлину, щоб кохання до неї не відволікало його від мети. Пітер виходить з трансу Еґо і намагається його знищити. Але Еґо відновлюється і пронизує сина щупальцем справжньої своєї форми, щоб викачувати з нього енергію, щоб активувати паростки. Еґо крізь залишений на Землі паросток проривається на планету, та в цю мить прибувають Ракета, Йонду, Ґрут і Краґлін. Вартові галактики возз'єднуються та тікають у надра Еґо, щоб знищити його ядро, де міститься мозок. В цей час Аїша відстежує свої батареї та спрямовує флот на Еґо.
Єнот майструє бомбу з викрадених батарей, яку Ґрут закладає в мозок Еґо. Квілл же бореться проти Еґо за допомогою сили керувати матерією, якої той навчив його. Йонду залишається, щоб допомогти Квіллу, який відвертає увагу Еґо, поки решта рятуються. Бомба вибухає, руйнуючи планету, але Пітер (який втратив сили Небожителя після загибелі Еґо) з Йонду вилітають в космос. Йонду віддає «Зоряному лицареві» свій скафандр, сказавши наостанок, що хотів би мати такого сина, як він і помирає.
Помирившись з Ґаморою, Небула вирішує вирушити на пошуки Таноса. Вартові галактики влаштовують похорон Йонду. Пітер віддає Краґліну стрілу загиблого, а той передає новий земний аудіоплеєр. На похорон Йонду через вістку Ракети, злітаються його друзі-варварці, які колись його вигнали та віддають йому почесті салютами.
У сценах після титрів Краґлін незграбно вчиться керувати стрілою Йонду. Стакар Огорд, натхненний самопожертвою Йонду, возз'єднується зі своїми колишніми товаришами по команді. Ґрут починає повертатися до колишнього вигляду дерева. Аїша ж створює істоту, якою планує знищити Вартових. Земний астронавт обговорює кілька подій на Землі з групою незацікавлених Спостерігачів.

## У ролях

### Акторський склад
| Актор                | Роль                        |
| -------------------- | --------------------------- |
| Кріс Пратт           | Пітер Квілл / Зоряний Лицар |
| Зої Салдана          | Ґамора                      |
| Дейв Батіста         | Дракс Руйнівник             |
| Бредлі Купер (голос) | Ракета                      |
| Він Дізель (голос)   | Ґрут                        |
| Карен Гіллан         | Небула                      |
| Курт Расселл         | Еґо                         |
| Майкл Рукер          | Йонду Юдонта                |
| Пом Клементьєв       | Богомолиця                  |
| Шон Ґанн             | Краглін                     |
| Сильвестр Сталлоне   | Зоряний яструб              |
| Елізабет Дебікі      | Аїша                        |

| Актор             | Роль          |
| ----------------- | ------------- |
| Кріс Салліван     | Рилошквар     |
| Мішель Єо         | Алета Огорд   |
| Вінг Реймс        | Чарлі-27      |
| Майкл Розенбаум   | Мартінекс     |
| Стівен Блекхарт   | Брал          |
| Томмі Фленаган    | Тулк Уль-Зин  |
| Стів Ейджі        | Геф           |
| Лора Геддок       | Мередіт Квілл |
| Джефф Голдблюм    | Грандмастер   |
| Сет Грін (голос)  | Качур Говард  |
| Девід Гассельгофф | камео         |
| Стен Лі           | камео         |

### Український дубляж
- Дистриб'ютор — B&H Film Distibution
- Студія дубляжу — LeDoyen
- Режисер дубляжу — Анна Пащенко
- Перекладач — Сергій Ковальчук

| Оригінальний персонаж      | Актор дубляжу        |
| -------------------------- | -------------------- |
| Пітер Квіл / Зоряний Лицар | Володимир Остапчук   |
| Ґамора                     | Ксенія Любчик        |
| Дрекс                      | Володимир Кокотунов  |
| Малюк Ґрут                 | Борис Георгієвський  |
| Ракета                     | Назар Задніпровський |
| Йонду                      | Валерій Легін        |
| Небула                     | Аліна Проценко       |
| Богомолиця                 | Ірина Василенко      |
| Стакар                     | Кирило Нікітенко     |
| Еґо                        | Юрій Гребельник      |
| Аїша                       | Христина Забара      |
| Рилошквар                  | Сергій Солопай       |
| Креґлін                    | Дмитро Завадський    |
| Талк                       | Андрій Мостренко     |
| Мередіт Квіл               | Інна Белікова        |
| Стен Лі                    | Юрій Висоцький       |
| Качур Говард               | Дмитро Вікулов       |
| Мартінекс                  | Павло Голов          |
| Чарлі 27                   | Сергій Кияшко        |
| Аліта                      | Юлія Максименко      |
| Девід Гассельгофф          | Ігор Рода            |

А також: Тетяна Антонова, Юрій Висоцький, Олександр Ігнатуша, Дмитро Бузинський, Андрій Корженівський, Євген Сардаров, Леонід Попадько, Оксана Гринько, Катерина Башкіна-Зленко та інші.

## Виробництво
Фільмування фільму почались 11 лютого 2016 року в Атланті.

## Нагороди та номінації
| Список нагород та номінацій «Вартові галактики 2» | Список нагород та номінацій «Вартові галактики 2» | Список нагород та номінацій «Вартові галактики 2» | Список нагород та номінацій «Вартові галактики 2» | Список нагород та номінацій «Вартові галактики 2» | Список нагород та номінацій «Вартові галактики 2» |
| Кінофестиваль/Кінопремія                          | Рік                                               | КатЕґорія                                         | Номінант(и)                                       | Результат                                         | Дж                                                |
| ------------------------------------------------- | ------------------------------------------------- | ------------------------------------------------- | ------------------------------------------------- | ------------------------------------------------- | ------------------------------------------------- |
| Премія «Оскар»                                    | 4.03.2018                                         | Найкращі візуальні ефекти                         | Вартові галактики 2                               | Номінація                                         | [ 5 ]                                             |